# Cá nhám nâu
Cá nhám nâu (tên khoa học Etmopterus lucifer) là một loài cá nhám trong họ Etmopteridae, được cho là tìm thấy khắp thế giới ở các vùng biển ôn đới và nhiệt đới, ở độ sâu 150-1250 mét. Nó có chiều dài đến 47 cm.
Tuy nhiên, một số nghiên cứu chỉ ra rằng loài này (theo đúng nghĩa hẹp) chỉ hạn chế trong khu vực tây bắc Thái Bình Dương; các ghi chép về loài này tại khu vực Australia-Indonesia có lẽ là thuộc về 2-3 loài chưa được miêu tả, nhưng cũng thuộc về phức hợp loài Etmopterus lucifer. Bên cạnh đó, một vài hồ sơ ghi chép có lẽ dựa theo Etmopterus molleri hay Etmopterus brachyurus.